# Markus Przeworski

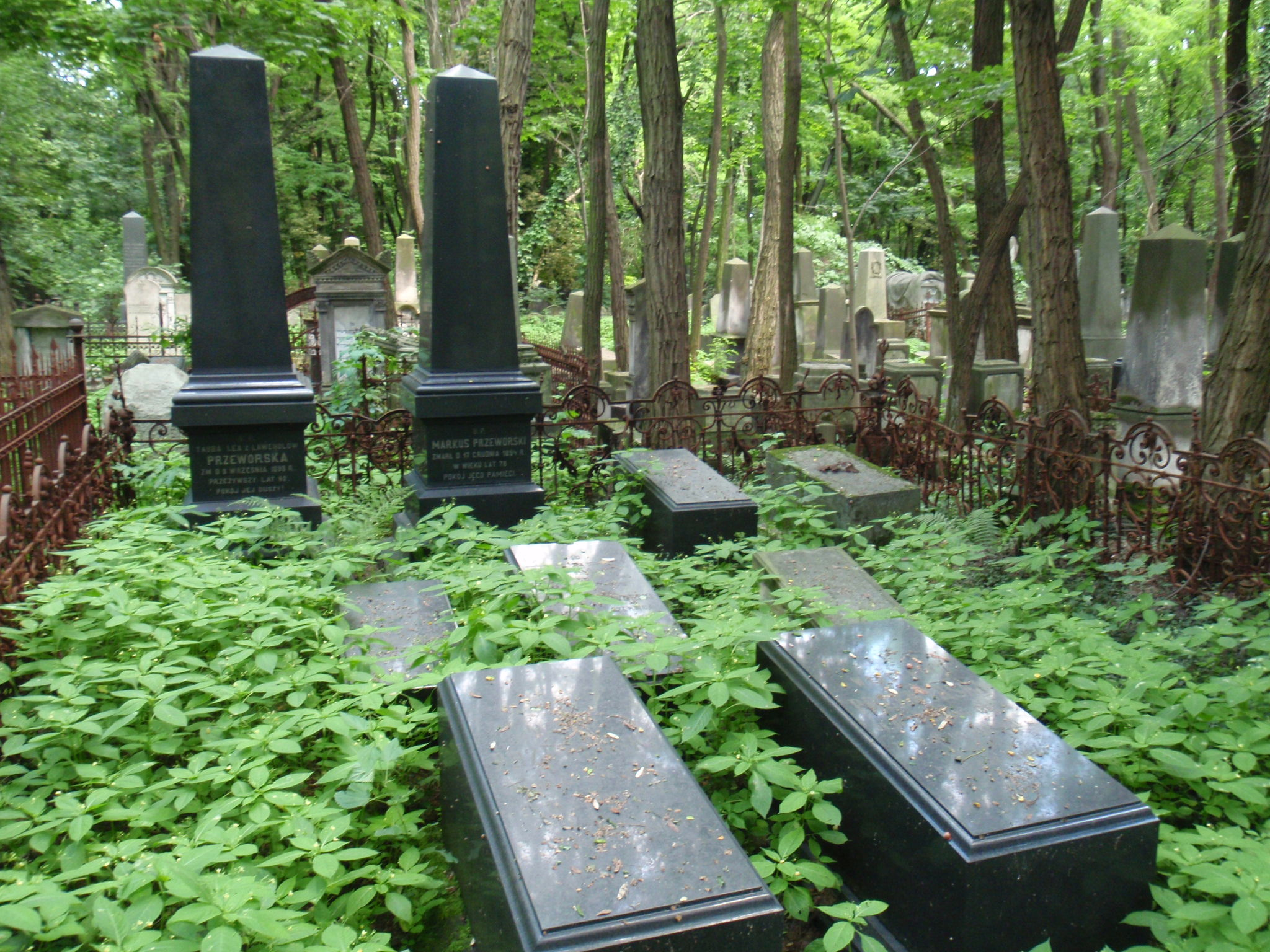
Grób Markusa Przeworskiego na cmentarzu żydowskim w Warszawie (z tyłu, drugi z lewej)

Markus Przeworski (ur. 1816, zm. 17 grudnia 1894 w Warszawie) – polski fabrykant żydowskiego pochodzenia, założyciel jednej z największych na ziemiach polskich, cukrowni.
Pochowany na cmentarzu żydowskim przy ulicy Okopowej w Warszawie (kwatera 33, rząd 11).